# Lill-Röbergstjärnen
Lill-Röbergstjärnen är en sjö i Bräcke kommun i Jämtland och ingår i Ljungans huvudavrinningsområde.